# Yangha
Yangha  (ou Yanga, Gnanga) est une localité du Cameroun située dans la commune de Kai-Kai, le département du Mayo-Danay et la Région de l'Extrême-Nord, à proximité de la frontière avec le Tchad.

## Population
En 1967, la localité comptait 550 habitants, principalement Mousgoum. À cette date, un marché hebdomadaire s'y tenait le mercredi.
Lors du recensement de 2005, on y a dénombré 892 personnes.